# Троица (Любимский район)
Троица (бывшее Троицкое в Закулжье) — село в Любимском районе Ярославской области.
С точки зрения административно-территориального устройства является центром Троицкого сельского округа. С точки зрения муниципального устройства входит в состав Воскресенского сельского поселения.

## География
Находится в пределах центральной части Московской синеклизы Восточно-Европейской (Русской) платформы.

## История
В конце XIX — начале XX века село входило в состав Заобнорской волости (позднее — в составе Кулижской волости) Любимского уезда Ярославской губернии.
С 1929 года село входило в состав Бармановского сельсовета Любимского района, с 1954 года — центр Троицкого сельсовета, с 2005 года — в составе Воскресенского сельского поселения.

## Население
| 1859 | 1914 | 2002 | 2007 | 2010 |
| ---- | ---- | ---- | ---- | ---- |
| 17   | ↘16  | ↗214 | ↘198 | ↘162 |

## Достопримечательности
Церковь Живоначальной Троицы, давшая имя селу, была построена в 1810 году на средства прихожан
Недалеко от Троицкой церкви расположена Часовня Всех Святых, построенная в 1912 году в честь 100-летия Отечественной войны 1812 года. В 2016 году была реконструирована.
В 2010 году в память о жителях Троицы, погибших в Великую Отечественную войну был открыт памятник. Он состоит из четырёх стелл с 226 именами погибших. В рамках программы «Благоустройство территории Воскресенского сельского поселения Ярославской области на 2017—2019 годы» рядом с памятником было запланировано устройство тротуарной дорожки для подхода к памятнику, установка скамеек, урн.

## Медицина
Несмотря на то, что в Троице действует фельдшерско-акушерский пункт, где принимает врач Смирнова М. Н., в село регулярно осуществляется выезд бригады медиков для проведения скрининговых обследований среди населения. Помимо этого здесь на базе школы работает детский оздоровительный лагерь «Буратино».

## Образование и культура
Троицкий Дом культуры был открыт в 1940-х годах как сельский клуб. В 1986 году переехал в новое каменное здание. По состоянию на 2022 год заведующая — Мошкова Елена Владимировна. В нем действует 11 кружков и 1 клубное формирование, в которых занимается 122 человека
В селе функционирует Бармановская школа. Историю она ведёт с XIX века, когда в 1861 году была открыта Троицко-Закулжская начальная школа, до этого дети обучались в небольшой прицерковной сторожке. В 1937 году и в 1992 году школа меняла своё здание на более новое. Директор школы — Сурманова В. А. (по состоянию на 2022 год). Помимо детей из Троицы школу посещают ученики из ещё четырёх населённых пунктов. В школе есть спортивный клуб «Дружба» и дошкольная группа.
Троицкая сельская библиотека является 20-м структурным подразделением Любимской централизованной библиотечной системы. Открыта она была 1928 году и не закрывалась даже в годы Великой Отечественной войны. Первым библиотекарем стала Рождественская Анна Васильевна, учитель начальных классов, а по состоянию на 2022 год библиотекарем работает Соколова Ирина Юрьевна. Библиотека расположена на втором этаже Троицкого дома культуры.

## Экономика
Ранее в селе работал колхоз «Россия». Он образовался в Решением Любимского райисполкома от 26 января 1959 года №13 в результате слияния трёх колхозов Троицкого сельсовета: «Верный труд», «Буревестник» и «им. Кирова», их и их предшественников деятельность ведётся с 1935 года. В 1992 году был преобразован в ТОО «Россия», а в 2000 году — в СТП (колхоз) «Северный». С 2009 года хозяйственную деятельность почти не ведёт, а с 2012 года вовсе прекратил таковую, продав основную часть средств и фондов, ООО «Северный» является его правопреемником. Юридическую деятельность прекратил в 2018 году.
В Троице работает ОАО «Любимская СХТ», оно осуществляет деревообрабатывающее производство, ремонтно-строительные работы. В 2010 году в нем работало 10 человек.

## Энергетика
Электроснабжение осуществляется от высоковольтной линии напряжением в 35 квт, протянутой от Пречистого. Газифицировано, есть горячее водоснабжение и котельная.

## Транспорт
По состоянию на 2022 год в Троицу ходит автобус № 490 (Любим — Тюриково — Троица).